# Massacre de Angico

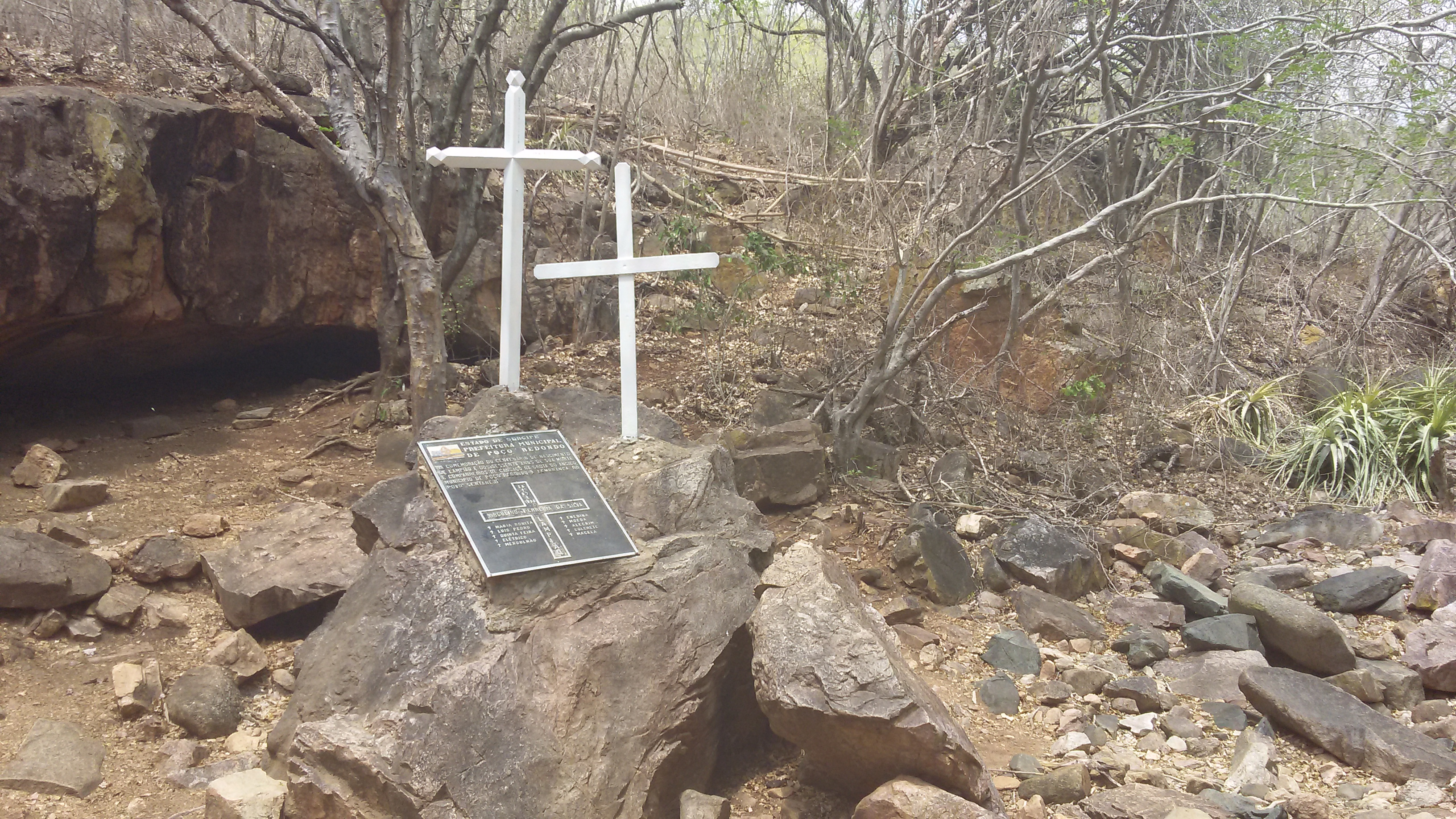
Cruzes marcando o local da morte de Lampião e seu bando, em Poço Redondo, Sergipe

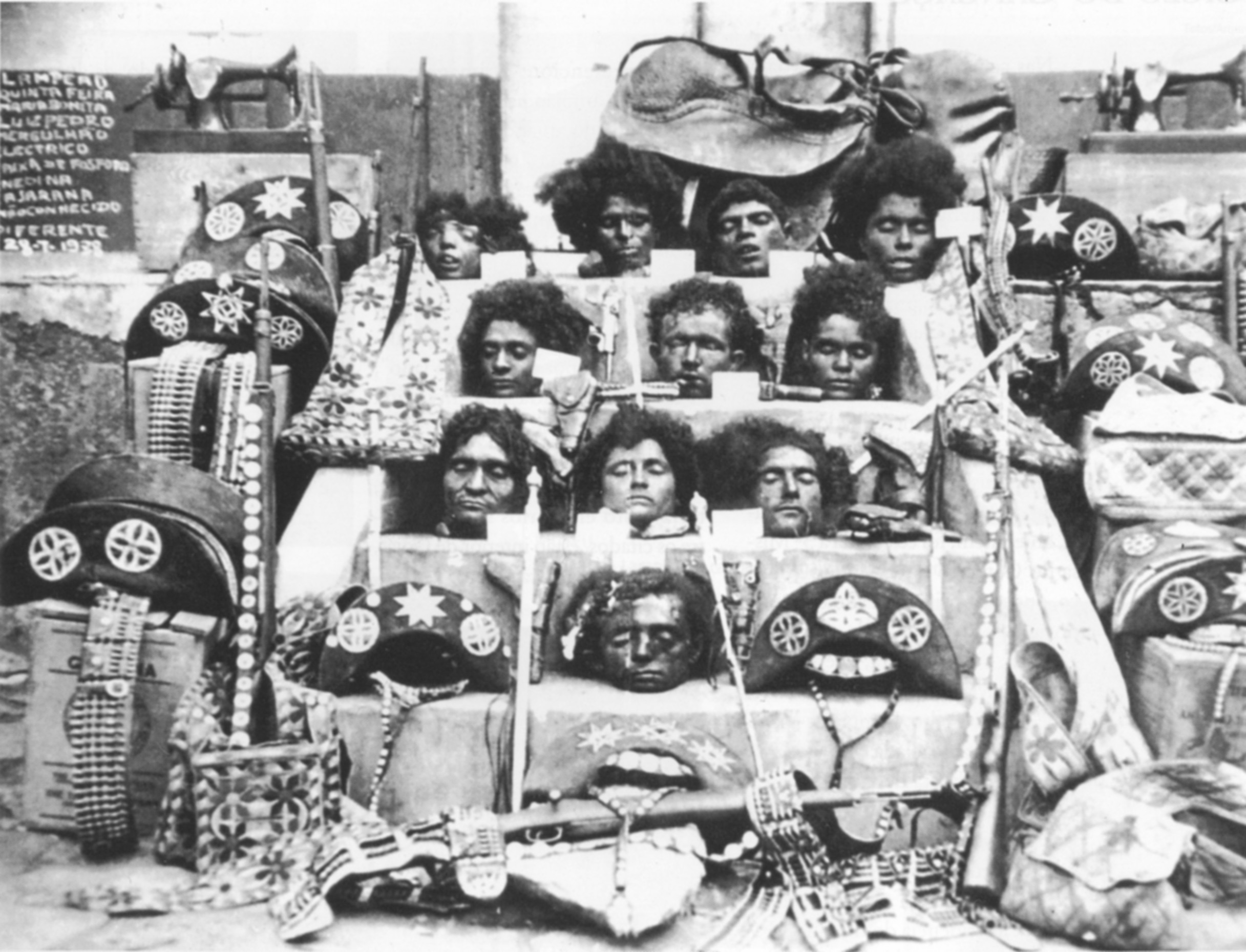
As cabeças dos cangaceiros incluindo Lampião (no primeiro degrau) e Maria Bonita (ao centro, no segundo degrau) na cidade de Piranhas em Alagoas

O massacre de Angico é como ficou conhecida o ataque da força volante comandada por João Bezerra da Silva ao bando de Lampião, que resultou na morte do rei do cangaço e de Maria Bonita, além de outros cangaceiros. Ocorrido em 28 de julho de 1938, na fazenda Angicos, nos limites do atual município de Poço Redondo, Sergipe, pôs fim ao mais proeminente cangaceiro do Brasil. Após o massacre, os corpos foram degolados e as cabeças foram fotografadas e expostas em um cortejo por cidades nordestinas, até serem levadas para Salvador.
Lampião e sua gangue foram traídos por um de seus apoiadores, Joca Bernardes, e foram emboscados em um de seus esconderijos, a fazenda Angicos, na região de Poço Redondo no estado de Sergipe. Uma tropa policial militar, liderada pelo até então tenente da volante alagoana (atual Polícia Militar de Alagoas [PMAL]), João Bezerra da Silva e armada com metralhadoras, atacou os bandidos acampados ao amanhecer. Em uma breve batalha, Lampião, Maria Bonita e nove de seus homens foram mortos, enquanto cerca de quarenta outros membros da gangue conseguiram escapar. 
As cabeças dos mortos foram cortadas e enviadas para Salvador, capital da Bahia, para exame por especialistas do Instituto Médico Legal do Estado. Posteriormente, elas foram colocadas em exibição pública na cidade de Piranhas. Em 1969, após mais de 30 anos, as cabeças decepadas mumificadas foram retiradas da exposição no museu de Salvador e enterradas no Cemitério Quinta dos Lázaros em Salvador.

## Teorias

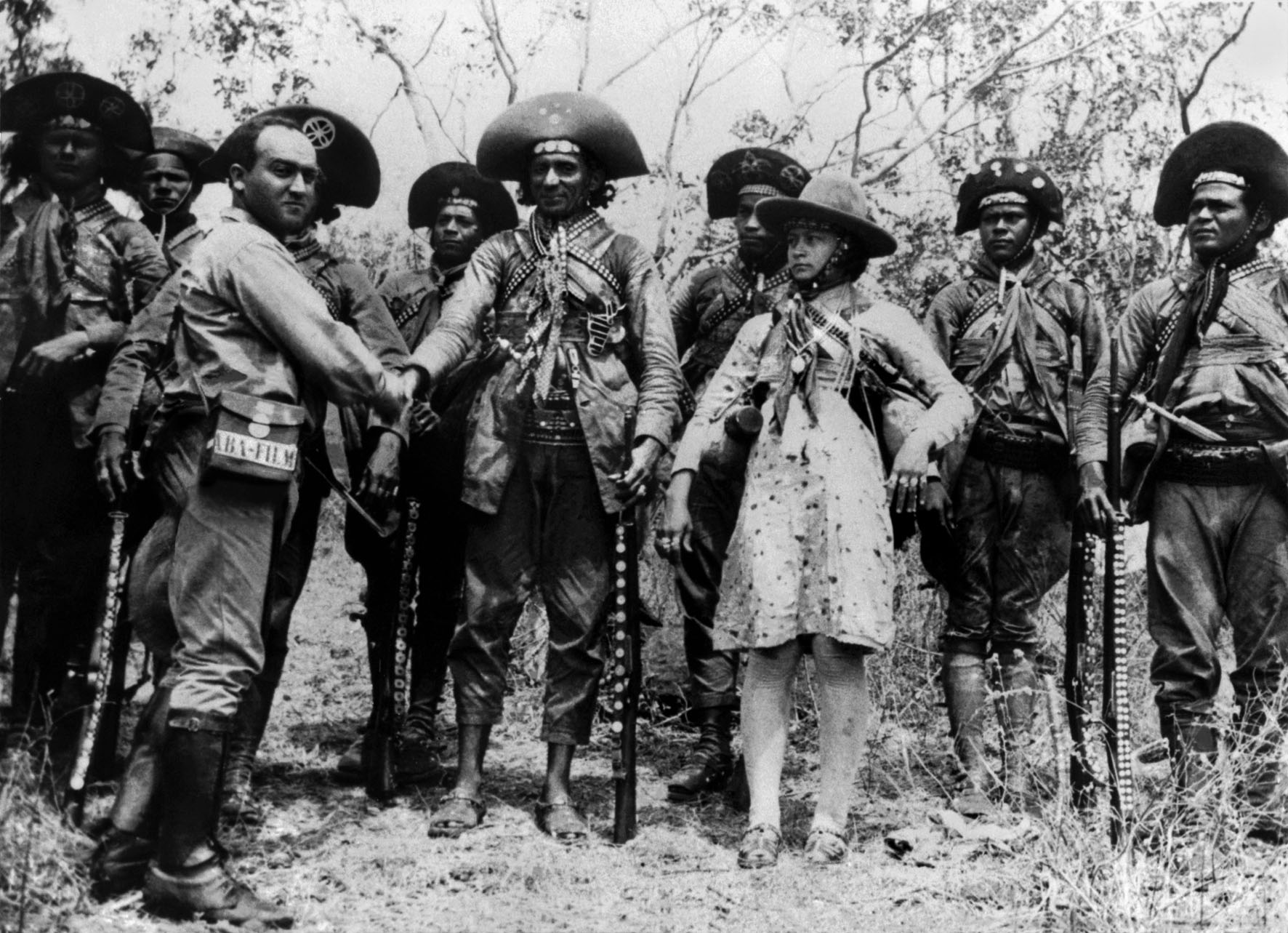
Lampião e alguns membros de seu bando

Há teorias de que Lampião e Maria Bonita teriam conseguido sobreviver ao ataque. Segundo historiadores, Lampião havia amealhado uma grande fortuna, cerca de um bilhão de reis, e negociado sua fuga com o governo de Getúlio Vargas. De acordo com Candeeiro, o chefe da gangue demonstrou descontentamento com as novas táticas da polícia contra o cangaço, com o advento do rádio, e planejava escapar para Minas Gerais. Um dos soldados que participaram do massacre, Sebastião Vieira Sandes, contestava a versão oficial e não acreditava que Lampião havia morrido em Angicos. Além disso, a simulação de mortes era frequente no cangaço, inclusive, relata-se que Ezequiel Ferreira, irmão de Virgulino, teria forjado sua morte em 1926 para fugir do cangaço. Entretanto, Expedita Ferreira Nunes, filha do casal, contesta a teoria da fuga.

 

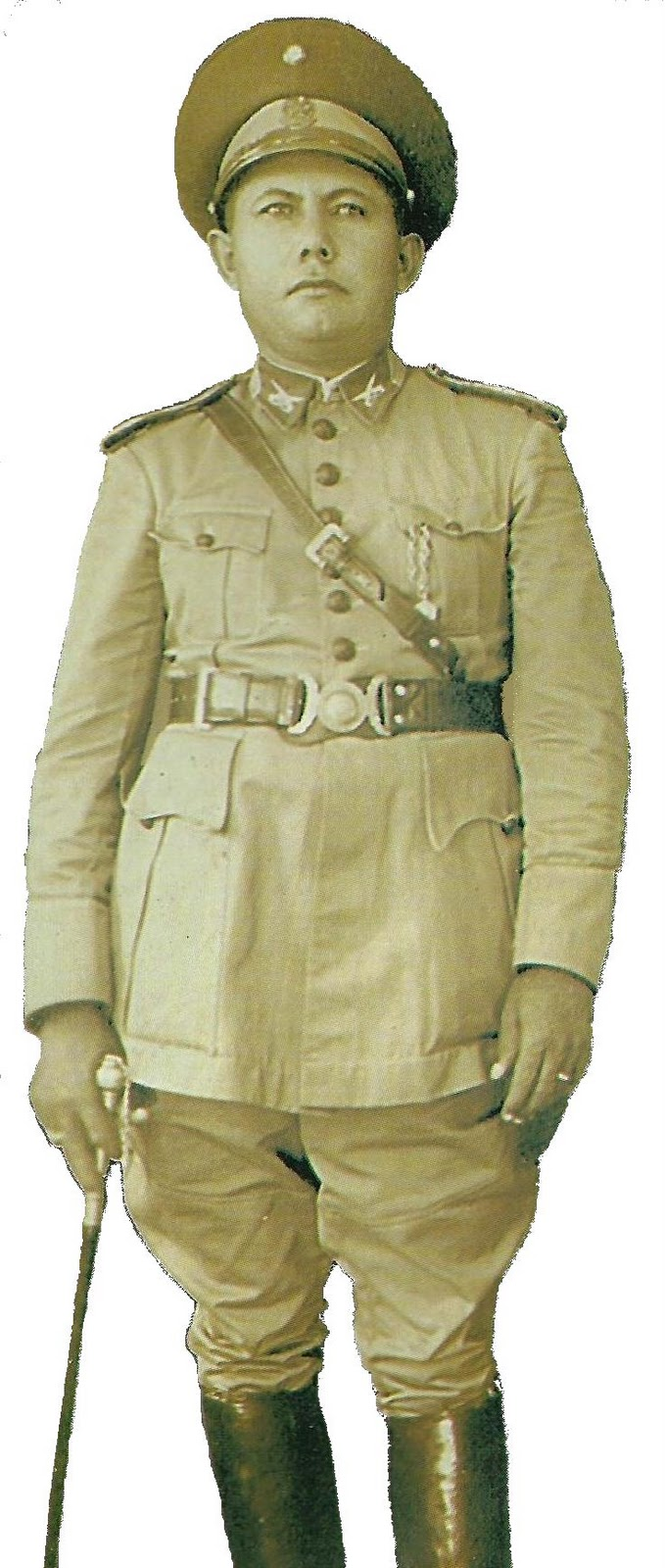
João Bezerra da Silva, comandante da operação que matou Lampião em 28 de julho de 1938

Em novembro de 1996, o fotógrafo José Geraldo Aguiar solicitou a exumação de um cadáver sepultado em Buritis, em 1993, por suspeitar de que se tratava do rei do cangaço. Aliás, a própria filha de Lampião concordou em fazer um exame de DNA para comparar com o material genético do corpo. Contudo, esse pedido foi indeferido pela justiça.